# Marquesado de Retortillo
El Marquesado de Retortillo es un título nobiliario español.
Fue otorgado con la denominación de Guardia Real el 16 de diciembre de 1872 a Teresa de León y Cataumber Navarrete y Rossell, casada con José Luis de Retortillo Imbrechts, financiero y político liberal gaditano. El 25 del mismo mes, pasó a denominarse Retortillo. Dicho título fue otorgado durante el reinado de Amadeo I de Saboya quien, despreciado por el pueblo y desairado por la nobleza tradicional, repartió títulos entre sus adeptos.
Según carta de sucesión expedida el 11 de julio de 2000, el actual poseedor del título es José Luis Vicente-Retortillo Díaz, residente en Madrid, quien sucedió a su madre María Paz Retortillo Casals.